# عصفور صومالي
دوري صومالي (الاسم العلمي: Passer castanopterus) (بالإنجليزية: Somali Sparrow)‏ هو نوع من الطيور يتبع جنس العصفور من فصيلة عصافير العالم القديم.